# Сан-Николас (ТЭС)
ТЭС Сан-Никола́с (исп. Central térmica San Nicolás, CTSN) — тепловая электростанция в Аргентине. Расположена в городе Сан-Николас-де-лос-Арройос провинции Буэнос-Айрес, на правом берегу реки Парана. Принадлежит аргентинскому подразделению американской компании AES Corporation.

## История
Строительство ТЭС Сан-Николас началось в первой половине 1950-х, во время правления президента Хуана Перона. Пуск электростанции произошёл в 1956 году. На тот период в состав её основного оборудования входили четыре турбины немецкого производства, электрическая мощность составляла 300 МВт. Это дало повод назвать электростанцию Super Usina.
Электростанция входила в состав государственной компании Agua y Energía Eléctrica
В 1983 году был пущен энергоблок № 5 электрической мощностью 350 МВт.
В мае 1993 года в годы широкой приватизации президента Карлоса Менема 88 % акций ТЭС Сан-Николас было куплено консорциумом компаний во главе с американской энергетической корпорацией AES. Это был первый инвестиционный проект AES Corporation за пределами США.
В 2004 году в результате перемаркировки оборудования мощность была наращена ещё на 25 МВт.

## Основные данные
К юго-востоку от электростанции расположен металлургический комбинат «Сидерар» корпорации «Течинт». Производственные показатели ТЭС:
- Установленная электрическая мощность — 675 МВт[1]

В качестве топлива используются уголь (проектный — уголь месторождения Рио-Турбио, YCF), природный газ и мазут. ТЭС Сан-Николас — одна из двух угольных электростанций Аргентины. Вторая — Рио-Турбио, полностью работает на угле.